# En busca del huevo perdido
En busca del huevo perdido es una película cómica española dirigida por Javier Aguirre, protagonizada por Las Hermanas Hurtado y estrenada el 9 de mayo de 1983.

## Argumento
Tres hermanas que viven en el pequeño pueblo de Frenegal del Cascajo dedicadas al cultivo de su granja y a la cría de ganado aspiran a convertirse en cantantes famosas. Para ello, no dudan en suplantar a tres cantantes profesionales que iban a actuar en el pueblo. Sin embargo, estas últimas no eran sino espías, por lo que las ingenuas pueblerinas son contratadas por la CÍA para hacerse con un artilugio inventado por un científico loco que permite neutralizar la luz del sol y mantener la noche perpetua.

## Reparto
- Fernanda Hurtado - Fernanda (Las Hurtado)
- Paloma Hurtado - Paloma (Las Hurtado)
- Teresa Hurtado - Teresa (Las Hurtado)
- Manolo Gómez Bur - Manuel Gómez Bur
- Antonio Gamero - Policía
- Luis Barbero - Veterinario
- Raúl Sender - Charly
- Florinda Chico - Genoveva
- Rafaela Aparicio - Micaela
- Pepe Ruiz - Taxista
- José Cerro - Director manicomio
- José Lifante
- Francisco Cecilio
- Felix García Britos - Garrulo